# Maximiliano Quinteros
Maximiliano Armando Quinteros (Gerli, Provincia de Buenos Aires, Argentina, 28 de abril de 1989) es un futbolista argentino nacionalizado chileno, que juega de delantero. Su equipo actual es Curicó Unido de la Primera B de Chile.

## Trayectoria
Nacido y criado en el Barrio Agüero de la ciudad de Gerli, sufrió a los 11 años de la pérdida de su padre, por lo que su madre se encargó de la crianza tanto de él como de sus tres hermanos. Inició su carrera en el baby fútbol de Racing Club, dando paso al fútbol, donde llegó hasta la categoría de reserva.  Sin jugar ningún minuto en el primer equipo debido a una lesión, por lo que fue cedido a divisiones menores, jugando en Deportivo Merlo, Argentino de Merlo y Club Atlético San Miguel. Tras quedar libre, más un par de pruebas que no prosperaron, ficha por Deportivo Alsina, en la liga de Chivilcoy.
Tras una destacada campaña, firma en 2015 por Jorge Newbery, ayudando al equipo a mantener la categoría. En el 2016, firma por Sacachispas, donde sale campeón de la categoría y goleador del equipo.
De Sacachispas, pasa a Los Andes, donde sólo estuvo 6 meses. En diciembre de 2018, tras un llamado de Héctor Almandoz, y aprovechando de que podía obtener la nacionalidad chilena por parte de sus abuelos, firma por Deportes Copiapó, donde tras una lucida campaña personal, es cedido a Universidad de Concepción en 2020, y luego en 2021 a Ñublense, ambos de la primera división chilena.
Para la temporada 2022 regresa a Deportes Copiapó, donde tras una campaña donde remataron en el 3° lugar en la temporada regular, lograron el ascenso a través del Play-Offs, eliminando a Cobreloa en la final, con una lucida actuación de Quinteros, que a la postre se coronó como el máximo goleador de la categoría.
El 22 de enero del 2023 anota el primer gol de la historia de Deportes Copiapó en primera división frente a Colo-Colo.

## Clubes
| Club                              | Div.             | Temporada        | Liga  | Liga  | Copas nacionales | Copas nacionales | Copas internacionales | Copas internacionales | Total | Total | Media goleadora |
| Club                              | Div.             | Temporada        | Part. | Goles | Part.            | Goles            | Part.                 | Goles                 | Part. | Goles | Media goleadora |
| --------------------------------- | ---------------- | ---------------- | ----- | ----- | ---------------- | ---------------- | --------------------- | --------------------- | ----- | ----- | --------------- |
| Deportivo Merlo Argentina         | 2.ª              | 2010-11          | 9     | 0     | —                | —                | —                     | —                     | 9     | 0     | 0.00            |
| Deportivo Merlo Argentina         | Total club       | Total club       | 9     | 0     | 0                | 0                | 0                     | 0                     | 9     | 0     | 0.00            |
| Argentino de Merlo Argentina      | 4.ª              | 2011             | 8     | 0     | —                | —                | —                     | —                     | 8     | 0     | 0.00            |
| Argentino de Merlo Argentina      | Total club       | Total club       | 8     | 0     | 0                | 0                | 0                     | 0                     | 8     | 0     | 0.00            |
| San Miguel Argentina              | 4.ª              | 2012             | 8     | 2     | —                | —                | —                     | —                     | 8     | 2     | 0.25            |
| San Miguel Argentina              | Total club       | Total club       | 8     | 2     | 0                | 0                | 0                     | 0                     | 8     | 2     | 0.25            |
| Jorge Newbery Argentina           | 4.ª              | 2013-15          | 40    | 24    | —                | —                | —                     | —                     | 40    | 24    | 0.6             |
| Jorge Newbery Argentina           | Total club       | Total club       | 40    | 24    | 0                | 0                | 0                     | 0                     | 40    | 24    | 0.6             |
| General Rojo Argentina            | 4.ª              | 2014             | 6     | 1     | —                | —                | —                     | —                     | 6     | 1     | 0.17            |
| General Rojo Argentina            | Total club       | Total club       | 6     | 1     | 0                | 0                | 0                     | 0                     | 6     | 1     | 0.17            |
| Sacachispas Argentina             | 4.ª              | 2016-17          | 44    | 22    | —                | —                | —                     | —                     | 44    | 22    | 0.5             |
| Sacachispas Argentina             | 3.ª              | 2017-18          | 31    | 16    | 1                | 0                | —                     | —                     | 32    | 16    | 0.5             |
| Sacachispas Argentina             | Total club       | Total club       | 75    | 38    | 1                | 0                | 0                     | 0                     | 76    | 38    | 0.5             |
| Los Andes Argentina               | 2.ª              | 2018             | 3     | 0     | —                | —                | —                     | —                     | 3     | 0     | 0.00            |
| Los Andes Argentina               | Total club       | Total club       | 3     | 0     | 0                | 0                | 0                     | 0                     | 3     | 0     | 0.00            |
| Deportes Copiapó · Chile          | 2.ª              | 2019             | 27    | 15    | 1                | 0                | —                     | —                     | 28    | 15    | 0.54            |
| Universidad de Concepción · Chile | 1.ª              | 2020             | 23    | 4     | —                | —                | —                     | —                     | 23    | 4     | 0.17            |
| Universidad de Concepción · Chile | Total club       | Total club       | 23    | 4     | 0                | 0                | 0                     | 0                     | 23    | 4     | 0.17            |
| Ñublense · Chile                  | 1.ª              | 2021             | 26    | 6     | 6                | 0                | —                     | —                     | 32    | 6     | 0.19            |
| Ñublense · Chile                  | Total club       | Total club       | 26    | 6     | 6                | 0                | 0                     | 0                     | 32    | 6     | 0.19            |
| Deportes Copiapó · Chile          | 2.ª              | 2022             | 35    | 18    | 1                | 1                | —                     | —                     | 36    | 19    | 0.53            |
| Deportes Copiapó · Chile          | 1.ª              | 2023             | 30    | 8     | 1                | 0                | —                     | —                     | 31    | 8     | 0.26            |
| Deportes Copiapó · Chile          | 1.ª              | 2024             | 29    | 9     | 2                | 1                | —                     | —                     | 31    | 10    | 0.32            |
| Deportes Copiapó · Chile          | Total club       | Total club       | 121   | 50    | 5                | 2                | 0                     | 0                     | 126   | 52    | 0.41            |
| Curicó Unido · Chile              | 2.ª              | 2025             | 12    | 2     | 5                | 0                | —                     | —                     | 17    | 2     | 0.12            |
| Curicó Unido · Chile              | Total club       | Total club       | 12    | 2     | 5                | 0                | 0                     | 0                     | 17    | 2     | 0.12            |
| Total en carrera                  | Total en carrera | Total en carrera | 331   | 127   | 17               | 2                | 0                     | 0                     | 348   | 129   | 0.37            |
| 1. 2.                             |                  |                  |       |       |                  |                  |                       |                       |       |       |                 |

## Palmarés

### Títulos nacionales
| Título              | Club        | País      | Año     |
| ------------------- | ----------- | --------- | ------- |
| Primera C Argentina | Sacachispas | Argentina | 2016-17 |

### Distinciones individuales
| Distinción                                          | Año  |
| --------------------------------------------------- | ---- |
| Máximo goleador de la Primera B de Chile (18 goles) | 2022 |